# Viðareiði
Viðareiði [ˈviːjaɹˌaijɪ] és un poble i municipi del nord de l'illa de Viðoy, a les illes Fèroe. El 2021 el poble de Viðareiði, únic nucli habitat del municipi, tenia 354 habitants. Forma part de la regió de Norðoyar.

## Geografia
Viðareiði es troba en un istme que el connecta amb les dues costes de l'illa (est i oest). Al nord i al sud està flanquejat d'altes muntanyes. El poble està unit per terra mitjançant una xarxa de carreteres i túnels al centre regional de Klaksvík, situat al sud, a l'illa de Borðoy. La via que porta fins a Viðareiði circula per la costa oest de Viðoy; aquesta via travessa el poble i continua llavors per la costa est de l'illa fins a la vall de Miðdalur.

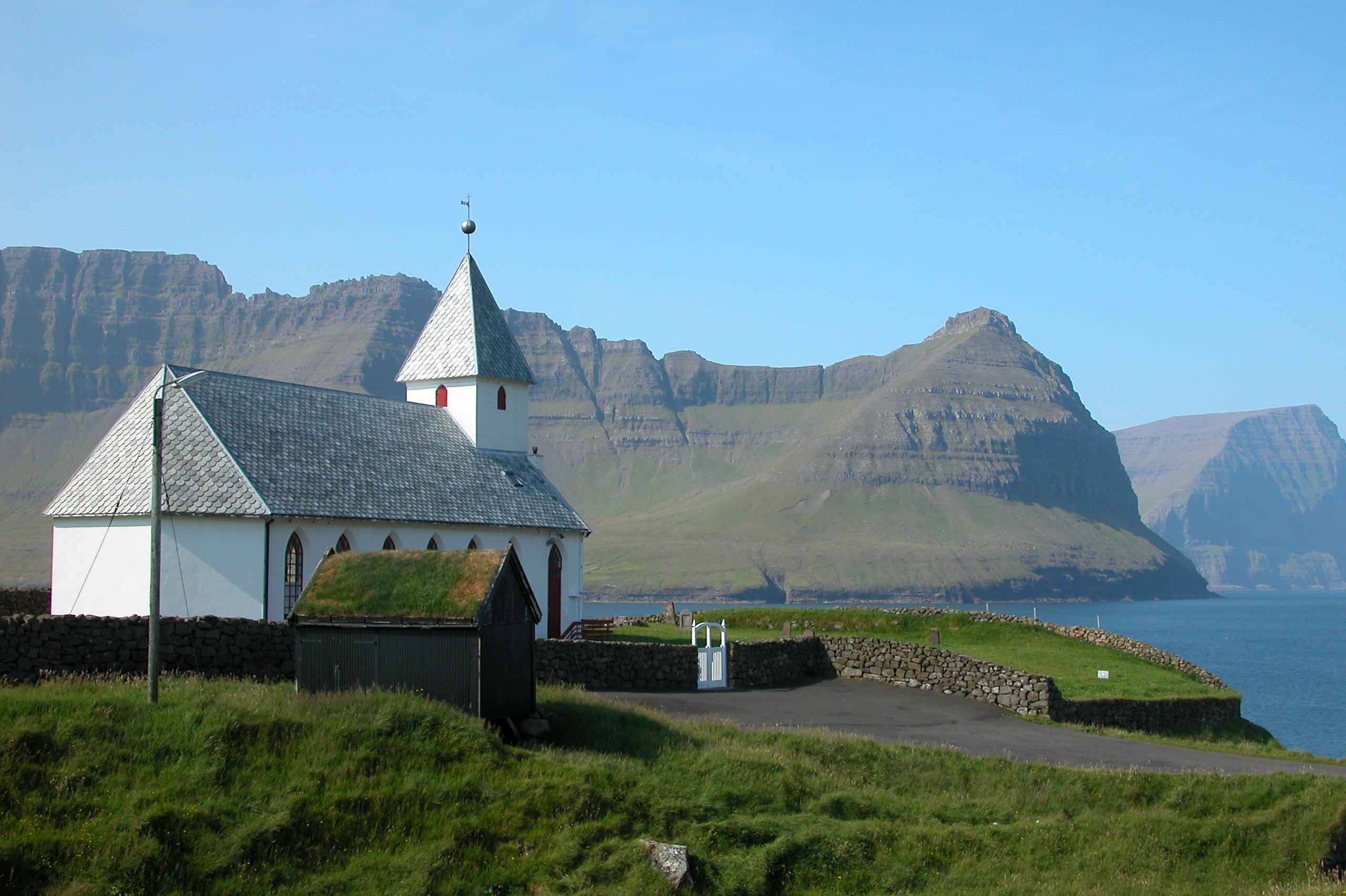
Església de Viðareiði, amb l'illa de Borðoy, a primer terme, i la de Kunoy, en segon terme.

Al nord del poble hi ha el mont Villingdalsfjall de 841 metres. És la muntanya més alta de les Illes del Nord i la tercera més de tot l'arxipèlag feroès. La costa nord és el punt més septentrional de les Illes Fèroe; aquí hi ha el cap Enniberg, el segon penya-segat marí més alt d'Europa amb 754 metres d'altitud. Mirant a l'oest des de Viðareiði, es poden veure els poderosos cims septentrionals de les illes de Borðoy i Kunoy. Per l'est es pot veure illa de Fugloy. Finalment, al sud de la ciutat, hi ha la muntanya de Malinsfjall, amb la seva forma cònica i una alçada de 751 metres.

## Història
El nom del poble té dues arrels: Viður, que en feroès significa "fusta", i Eiði, amb significat de "istme". La seva traducció literal al català seria "istme de la fusta". Comparteix etimologia amb Viðoy, el nom de la qual significa "illa de la fusta". Tot i que no hi ha boscos naturals a les Illes Fèroe, el mar arrossega fusta fins a aquesta zona procedent d'altres parts d'Europa.
Viðareiði és citada per primera vegada al Hundabrævið, un document de la segona meitat del segle xiv, tot i que segurament la història del poble sigui més antiga.
Al segle xvii, l'antiga església va ser destruïda en una tempesta. Es diu que una part del cementiri va arrasat pel mar i que els taüts del cementiri van arribar fins a Hvannasund.
L'església actual es va construir el 1892. La plata que hi ha és un regal del govern britànic, en agraïment als ciutadans de Viðareiði pel rescat del bergantí Marwood, que va naufragar a prop del poble durant una tempesta l'hivern el 1847.